# Sistema de recompensa
O sistema de recompensa (vias dopaminérgicas) é um grupo de estruturas neurais responsáveis pela saliência motivacional (que pode se manifestar por motivação, desejo ou anseio por uma recompensa), pela aprendizagem associativa (principalmente no reforço positivo e no condicionamento clássico) e pela validação positiva das emoções, particularmente as que possuem o prazer como seu componente central (por exemplo, alegria, euforia e êxtase). A recompensa exerce um efeito atrativo e motivacional sobre um estímulo que induz o comportamento direcionado a um objetivo, também conhecido por abordagem comportamental, comportamento ou comportamento consumatório. Um estímulo gratificante é "qualquer estímulo, objeto, evento, atividade ou situação que tem o potencial de nos atrair e consumi-lo é, por definição, uma recompensa". No condicionamento operante, os estímulos recompensadores funcionam como reforçadores positivos; ao mesmo tempo a afirmação inversa também é verdadeira, pois os reforçadores positivos também são recompensadores.
O sistema de recompensa motiva os animais a se engajarem em estímulos ou comportamentos que aumentam a satisfação (sexo, alimentos, drogas, entre outros). A maioria das espécies de animais sobrevivem devido à maximização do contato com os estímulos benéficos e minimização do contato com os estímulos prejudiciais. A avaliação cognitiva de recompensa aumenta a probabilidade de sobrevivência e reprodução, bem como promove aprendizagem associativa, comportamento consumatório e desencadeia valências emocionais positivas. Na toxicodependência, certas drogas estimulam excessivamente o circuito de recompensa, levando a um comportamento de redosagem compulsiva por reforço, resultante da plasticidade sináptica nas vias dopaminérgicas e tolerância à droga.
As recompensas primárias são uma classe de estímulos recompensadores que facilitam na sobrevivência e evolução de si mesmo e da prole, e incluem recompensas homeostáticas (por exemplo a alimentação) e reprodutivas (por exemplo, relações sexuais e investimento parental).